# (12556) Kyrobinson
(12556) Kyrobinson (1998 QG48) – planetoida z pasa głównego asteroid okrążająca Słońce w ciągu 3,68 lat w średniej odległości 2,38 j.a. Odkryta 17 sierpnia 1998 roku.